# 慶菱路駅
慶菱路駅（けいりょうろえき）は、中華人民共和国浙江省杭州市上城区慶春東路と慶菱路の交差点に位置する杭州地下鉄2号線の駅である。

## 歴史
- 2013年5月10日：着工[1]。
- 2017年7月3日：開業[2]。

## 駅構造
島式ホーム1面2線を有する地下駅。

### のりば

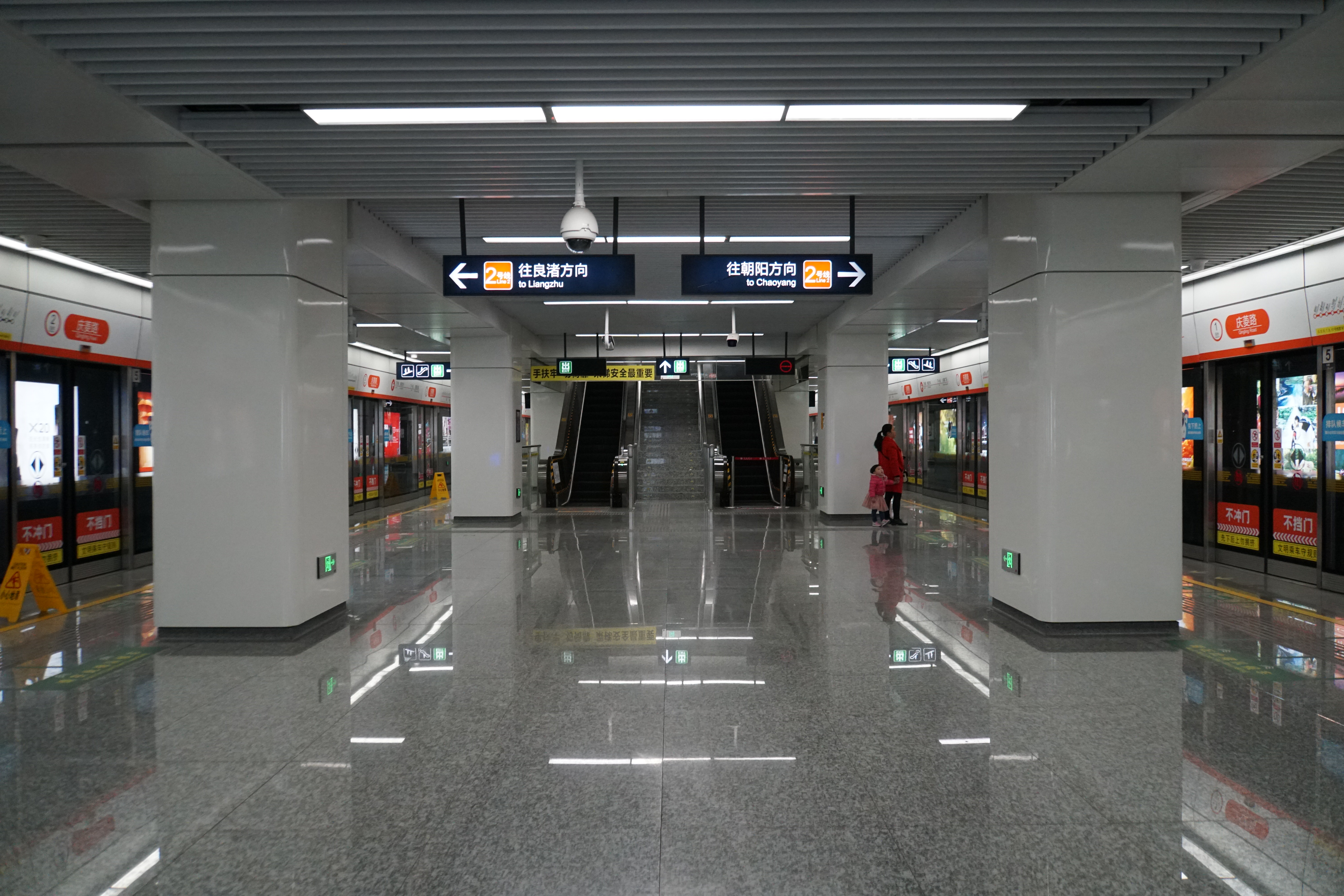
ホーム

| 路線    | 方向 | 行先     |
| ------- | ---- | -------- |
| ■ 2号線 | 下り | 朝陽方面 |
| ■ 2号線 | 上り | 良渚方面 |

（出典：站内空间示意图）

## 駅周辺
- 浜江・慶春発展ビル
- 国有資本投資ビル
- 南肖埠・慶和苑
- 財富センター
- 紫晶ビジネスタウン
- 時代ビル
- 慶春苑
- 慶春御府
- 建電新村
- 浜江・凱旋門
- 浙江省送変電工程公司
- 銀橋ホテル
- 紫金ビジネスタウン
- 凱旋公園

## 隣の駅
杭州地下鉄
■ 2号線
慶春広場駅 - 慶菱路駅 - 建国北路駅